# Borgóbeszterce község
Borgóbeszterce község (románul: Comuna Bistrița Bârgăului) község Beszterce-Naszód megyében, Romániában. Központja Borgóbeszterce, hozzá tartozik Kolibica.

## Népessége
A 2011-es népszámlálás adatai alapján a község népessége 3815 fő volt.

## Látnivalók, turizmus
A község területén áthalad a 2018-ban létrehozott Via Transilvanica hosszútávú turistaút Felföld (Ținutul de Sus) nevű szakasza.